# ESO 148-2
ESO 148-2 (również PGC 70861) – połączona para galaktyk znajdująca się w gwiazdozbiorze Tukana w odległości około 600 milionów lat świetlnych od Ziemi. Obiekt ten przypomina sowę w locie. Składa się z dwóch rdzeni galaktycznych widocznych w centrum obrazu oraz dwóch ogromnych ramion rozciągniętych w przeciwnych kierunkach.